# لينوار شامبرز
لينوار شامبرز (بالإنجليزية: Lenoir Chambers)‏ هو صحفي وكاتب أمريكي، ولد في 1891، وتوفي في 1970.